# پکاجیک (خوی)
پکاجیک، روستایی است از توابع بخش مرکزی شهرستان خوی استان آذربایجان غربی ایران.

## جمعیت
براساس سرشماری مرکز آمار ایران در سال ۱۳۹۵، جمعیت این روستا برابر با ۱٬۲۴۶ نفر (۳۵۹ خانوار) بوده‌است. 